# Кировский (Топчихинский район)
Кировский — посёлок в Топчихинском районе Алтайского края. Административный центр Кировского сельсовета.

## География
Ближайший крупный город — Барнаул (около 120 км), а также село Топчиха (41 км).

## История
Посёлок возник в 1953 году на месте бывшего центрального лагерного отделения Чистюньлага.

## Население
| 1997  | 1998  | 1999  | 2000  | 2001  | 2002  |
| ----- | ----- | ----- | ----- | ----- | ----- |
| 1252  | ↗1263 | ↗1349 | ↘1202 | ↘1187 | ↘1082 |
| 2003  | 2004  | 2005  | 2006  | 2007  | 2008  |
| ↗1133 | ↘1119 | ↗1150 | ↘1141 | ↘1135 | ↘1125 |
| 2009  | 2010  | 2011  | 2012  | 2013  |       |
| ↘1078 | ↘1029 | ↘1027 | ↗1044 | ↘1034 |       |

Национальный состав
Согласно результатам переписи 2002 года, в национальной структуре населения русские составляли 92 %.

## Инфраструктура

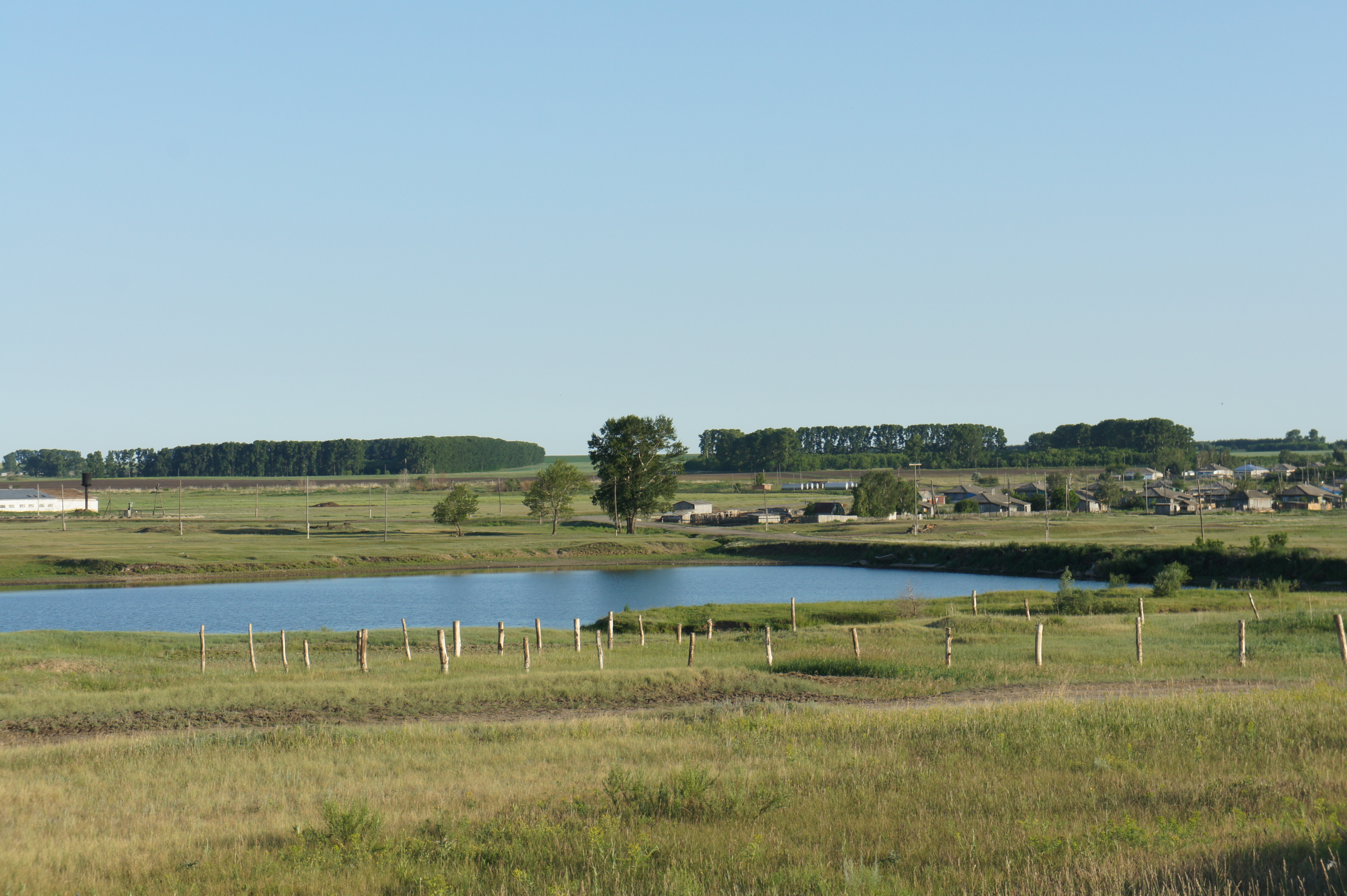
Посёлок Кировский

Имеется муниципальная школа . Развито частное предпринимательство (торговля).